# Félix Lemaréchal
Félix Lemaréchal (Tours, Francia, 7 de agosto de 2003) es un futbolista francés que juega de centrocampista en el R. C. Estrasburgo de la Ligue 1.

## Trayectoria
Debutó como profesional con el A. S. Monaco F. C. el 16 de octubre de 2021, siendo suplente en la derrota a domicilio por 2-0 en la Ligue 1 contra el Olympique de Lyon.
El 31 de enero de 2023 se incorporó al Stade Brestois 29 en calidad de cedido hasta el final de la temporada, con la opción de convertir el fichaje en permanente.
El 13 de agosto de 2024 se unió al R. C. Estrasburgo.

## Selección nacional
Nacido en Francia, es de ascendencia marfileña. Es internacional juvenil con Francia.

## Estadísticas

### Clubes
Actualizado al último partido disputado el 3 de mayo de 2025.
| Club                          | Div.          | Temporada     | Liga  | Liga  | Liga   | Copas nacionales | Copas nacionales | Copas nacionales | Copas internacionales | Copas internacionales | Copas internacionales | Total | Total | Total  |
| Club                          | Div.          | Temporada     | Part. | Goles | Asist. | Part.            | Goles            | Asist.           | Part.                 | Goles                 | Asist.                | Part. | Goles | Asist. |
| ----------------------------- | ------------- | ------------- | ----- | ----- | ------ | ---------------- | ---------------- | ---------------- | --------------------- | --------------------- | --------------------- | ----- | ----- | ------ |
| A. S. Monaco F. C. II Francia | 4.ª           | 2021-22       | 20    | 2     | 2      | —                | —                | —                | —                     | —                     | —                     | 20    | 2     | 2      |
| A. S. Monaco F. C. II Francia | Total club    | Total club    | 0     | 0     | 0      | 0                | 0                | 0                | 0                     | 0                     | 0                     | 0     | 0     | 0      |
| A. S. Monaco F. C. Francia    | 1.ª           | 2021-22       | 1     | 0     | 0      | 1                | 0                | 0                | 0                     | 0                     | 0                     | 2     | 0     | 0      |
| A. S. Monaco F. C. Francia    | Total club    | Total club    | 1     | 0     | 0      | 1                | 0                | 0                | 0                     | 0                     | 0                     | 2     | 0     | 0      |
| Stade Brestois 29 Francia     | 1.ª           | 2022-23       | 13    | 0     | 0      | —                | —                | —                | —                     | —                     | —                     | 13    | 0     | 0      |
| Stade Brestois 29 Francia     | Total club    | Total club    | 13    | 0     | 0      | 0                | 0                | 0                | 0                     | 0                     | 0                     | 13    | 0     | 0      |
| Círculo de Brujas · Bélgica   | 1.ª           | 2023-24       | 31    | 2     | 6      | 1                | 0                | 0                | —                     | —                     | —                     | 32    | 2     | 6      |
| Círculo de Brujas · Bélgica   | Total club    | Total club    | 31    | 2     | 6      | 1                | 0                | 0                | 0                     | 0                     | 0                     | 32    | 2     | 6      |
| R. C. Estrasburgo II Francia  | 5.ª           | 2024-25       | 2     | 0     | 0      | —                | —                | —                | —                     | —                     | —                     | 2     | 0     | 0      |
| R. C. Estrasburgo II Francia  | Total club    | Total club    | 2     | 0     | 0      | 0                | 0                | 0                | 0                     | 0                     | 0                     | 2     | 0     | 0      |
| R. C. Estrasburgo Francia     | 1.ª           | 2024-25       | 25    | 4     | 3      | 3                | 1                | 0                | —                     | —                     | —                     | 28    | 5     | 3      |
| R. C. Estrasburgo Francia     | Total club    | Total club    | 25    | 4     | 3      | 3                | 1                | 0                | 0                     | 0                     | 0                     | 28    | 5     | 3      |
| Total carrera                 | Total carrera | Total carrera | 92    | 8     | 11     | 5                | 1                | 0                | 0                     | 0                     | 0                     | 97    | 9     | 11     |